# Vol Ethiopian Airlines 409
Le 25 janvier 2010, à 00 h 14 UTC, le Boeing 737-800 effectuant le vol Ethiopian Airlines 409, un vol international régulier entre l'aéroport international de Beyrouth - Rafic Hariri, au Liban, et l'aéroport international de Bole, en Éthiopie, s'écrase en mer Méditerranée, à 3,5 km au large de Nehmé (en), peu de temps après avoir décollé de Beyrouth. Les 90 passagers et membres d'équipage se trouvant à bord ont tous péri dans le crash.

## Avion et équipage

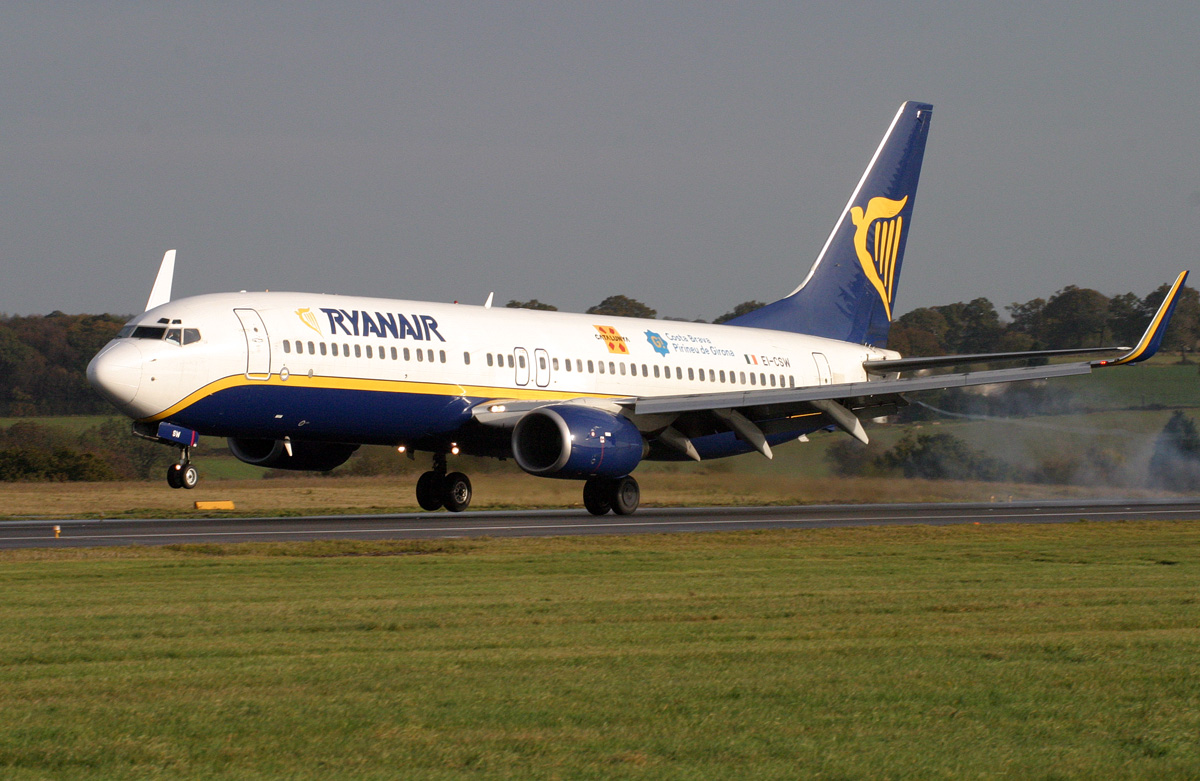
Le 737-800 impliqué dans l'accident, alors qu'il opérait pour Ryanair, ici en novembre 2006.

L'appareil d'Ethiopian Airlines, un Boeing 737-8AS, immatriculé ET-ANB (MSN 29935), construit en 2002, avait été livré le 4 février 2002 à Ryanair, lequel l'avait revendu à CIT Aerospace. Ethiopian Airlines le louait en longue durée à cette dernière depuis le 12 septembre 2009 sous l'immatriculation ET-ANB. Équipé de deux turboréacteurs à double flux CFM56-7B26, l'avion a subi ses derniers contrôles de maintenance le 25 décembre 2009, sans aucun problème technique constaté. Il était âgé de 8 ans au moment de l'accident.
Ethiopian Airlines, l'une des trois plus importantes compagnies aériennes africaines, jouit d'une bonne réputation internationale en matière de sécurité, selon son PDG Girma Wake.
Le commandant de bord était Habtamu Benti Negasa (44 ans), qui travaillait pour Ethiopian Airlines depuis 1989. Il était l'un des pilotes les plus expérimentés de la compagnie aérienne, avec 10 233 heures de vol à son actif, dont 2 488 heures sur Boeing 737.
Le copilote était Aluna Tamerat Beyene (23 ans). Il était beaucoup moins expérimenté que le commandant de bord, ne travaillant pour Ethiopian Airlines que depuis un an au moment de l'accident et totalisant 673 heures de vol, dont 350 sur Boeing 737.

## Déroulement du vol
Le vol 409 a décollé de la piste 21 de l'aéroport international de Beyrouth - Rafic Hariri par temps orageux, avec 82 passagers et huit membres d'équipage à bord. Les données du METAR indiquaient des vents de 8 nœuds (15 km/h) provenant de plusieurs directions différentes, avec des orages à proximité de l'aéroport.
Le 737 grimpa de manière irrégulière jusqu'à 9 000 pieds (2 700 m), puis il tourna brusquement vers la gauche, a décroché et est entré dans une plongée en spirale vers la mer. Le contact radar a été perdu quelques secondes avant qu'il ne s'écrase dans la mer Méditerranée à 02h41, heure locale, soit 4 à 5 minutes après le décollage, aux coordonnées approximatives 33° 46′ 28″ N, 35° 25′ 49″ E.
D'après les premiers éléments de l'enquête, basés sur les récits de divers témoins oculaires situés près de la côte, l'avion aurait explosé ou pris feu avant de s'abîmer en mer.

## Passagers
Ethiopian Airlines a communiqué la liste des passagers par nationalité. Certains seraient cependant binationaux.
Parmi les passagers se trouvait Marla Sanchez Pietton, épouse de Denis Pietton, alors Ambassadeur de France à Beyrouth.
| Nationalité         | Passagers | Membres d’équipage | Total |
| ------------------- | --------- | ------------------ | ----- |
| Liban               | 51        | -                  | 51    |
| Éthiopie            | 23        | 8                  | 31    |
| Royaume-Uni         | 1         | -                  | 1     |
| Liban / Royaume-Uni | 1         | -                  | 1     |
| Liban / Canada      | 1         | -                  | 1     |
| France              | 1         | -                  | 1     |
| Irak                | 1         | -                  | 1     |
| Liban / Russie      | 1         | -                  | 1     |
| Syrie               | 1         | -                  | 1     |
| Turquie             | 1         | -                  | 1     |
| Total               | 82        | 8                  | 90    |

## Recherche de l’appareil et des boîtes noires
Sitôt alertées, les forces navales libanaises envoient des vedettes de sauvetage et la FINUL deux bâtiments sur le lieu présumé du crash. Par ailleurs, l'US Navy déroute le destroyer de classe Arleigh Burke USS Ramage et un avion de patrouille maritime Lockheed P-3 Orion qui vient épauler un Breguet Atlantique 2 de la flottille 23F de l'aviation navale française présent à Chypre et les hélicoptères du Commandement aérien de Chypre et de la Royal Air Force.
Le 7 février 2010, l'armée libanaise annonce avoir repêché l'enregistreur de paramètres, qui a été emmené à la base navale de Beyrouth avant d'être confié au Bureau d'enquêtes et d'analyses pour la sécurité de l'aviation civile (BEA),. L'enregistreur phonique, qui contient notamment l'enregistrement des conversations dans le cockpit, a été repêchée quelques jours plus tard.

## Enquête
L'enquête technique aéronautique est confiée à l'Autorité de l'aviation civile libanaise (en) (LCAA). Le Conseil national de la sécurité des transports (NTSB) américain, Boeing et le BEA français assistent également cette dernière. Des prélèvements ADN sont effectués par le médecin légiste de l'hôpital gouvernemental Rafic Hariri de Beyrouth sur des membres des 42 familles des passagers.
Le rapport d'enquête démontre que la cause probable de la catastrophe du vol 409 est la mauvaise gestion par l'équipage de la vitesse, de l'altitude, du cap et de l'attitude de l'avion, à travers une utilisation inefficace et incohérente des commandes de vol pendant la montée, conduisant à une perte de contrôle, ainsi que la mauvaise gestion des ressources de l'équipage (CRM) durant le vol. Cette enquête n'exclut pas que le phénomène d'incapacité subtile ait pu jouer un rôle dans le déroulement de l'accident.
Le rapport énumère également un certain nombre de facteurs contributifs ayant joué un rôle dans l'accident du vol 409 :
- La mauvaise utilisation des commandes de vol par l'équipage a conduit à un comportement anormal de l'avion et a augmenté le niveau de stress des pilotes.
- Le fait que l'avion n'ait pas été compensé pendant la majeure partie du vol a directement augmenté la charge de travail des pilotes et a rendu le contrôle de l'avion plus difficile.
- Les mauvaises conditions météorologiques durant la nuit ont très probablement entraîné une désorientation spatiale et une perte de conscience de la situation par l'équipage.
- Les nombreux vols consécutifs sur un nouveau type d'avion avec le minimum de temps de repos auraient probablement pu entraîner une fatigue chronique affectant lentement les performances du commandant de bord et de son copilote[13].
- La réticence du copilote à intervenir n'a pas permis de confirmer l'incapacité subtile du commandant de bord et/ou de prendre le contrôle de l'avion.

## Médias
L'accident a fait l'objet d'un épisode dans la série télé Air Crash nommé « Explosion suspecte » (saison 12 - épisode 11).
Cet accident fait aussi l'objet d'un épisode de Mentour Pilot, pilote instructeur célèbre pour ses explications éducatives de crash. L'auteur de la vidéo rappelle le fait qu'il ait piloté personnellement cet avion et insiste à propos d'extraits de dialogue des pilotes avant la checklist, notamment le fait qu'ils se demandent s'il y'avait "du cannabis" dans leurs repas ingérés. Le tout avant de rappeler qu'ils "n'ont pas pu dormir avant le vol", ce qui converge vers le phénomène d'incapacité subtile évoqué dans l'enquête.